# Morris JE
Morris JE – elektryczny samochód dostawczy klasy średniej, który będzie produkowany przez brytyjskie przedsiębiorstwo Morris Commercial od 2024 roku.

## Historia i opis modelu
Brytyjskie przedsiębiorstwo Morris Commercial powstałe w 2015 roku swój pierwszy pojazd w postaci średniej wielkości samochodu dostawczego przedstawiło w listopadzie 2019 roku. Samochód utrzymany został w estetyce retro jako bezpośrednia, nowożytna interpretacja klasycznego samochodu dostawczego Morris Commercial J-Type oferowanego m.in. w Wielkiej Brytanii w latach 50. XX wieku.
Samochód zyskał w ten sposób jednobryłową, pomalowaną na dwa dominujące kolory sylwetkę bogato zdobioną o chromowane elementy i zaokrąglenia. Gamę nadwoziową utworzyła zarówno 5-drzwiowa furgonetka, jak i pickup. Pod kątem technicznym samochód oparto na modułowej platformie, na której zbudowano szkielet wykonany z włókna węglowego.

### Sprzedaż
Początek produkcji, a także sprzedaży elektrycznego Morrisa JE na rodzimym rynku brytyjskim wyznaczony został na 2024 rok. Średniej wielkości samochód dostawczy pod postacią furgonetki lub pickupa oferowany ma być za cenę zaczynającą się od kwoty 60 tysięcy funtów.

### Dane techniczne
Morris JE jest samochodem w pełni elektrycznym, który wyposażony został w pakiet akumulatorów o pojemności 60 kWh. Na jednym ładowaniu samochód ma przejechać, według deklaracji producenta, ok. 320 kilometrów, a uzupełnienie do 80% stanu baterii z wykorzystaniem szybkiej ładowarki ma zajmować 30 minut. Przy standardowym złączu o mocy 7 kW uzupełnienie akumulatorów do pełna ma zajmować ok. 9 godzin.